# Henrik Rasmussen
Henrik Andreas Rasmussen (* 4. April 1887 in Kopenhagen; † 5. August 1969 in Jakari, Porvoo, Finnland) war ein dänischer Turner.

## Leben und Karriere
Rasmussen turnte für den Verein Gymnastik- og Svømmeforeningen Hermes aus Frederiksberg. Er nahm als Mitglied der dänischen Turnriege an den Olympischen Sommerspielen 1908 in London teil, die den Mannschaftsmehrkampf auf dem vierten Rang unter acht teilnehmenden Nationen mit insgesamt 378 von 480 möglichen Punkten beendete. Der Mehrkampf bestand aus einer bis zu 30 Minuten dauernden Gruppenübung nach dem schwedischen System. Der 24-köpfigen Riege gehörten außerdem Carl Andersen, Hans Bredmose, Jens Chievitz, Arvor Hansen, Christian Hansen, Ingvardt Hansen, Einar Hermann, Knud Holm, Poul Holm, Oluf Husted-Nielsen, Charles Jensen, Gorm Jensen, Hendrik Johansen, Harald Klem, Robert Madsen, Vigo Meulengracht Madsen, Lukas Nielsen, Oluf Olsson, Niels Petersen, Nicolai Philipsen, Viktor Rasmussen, Marius Thuesen und Niels Turin Nielsen an.